# Mesópolis
Mesópolis é um município brasileiro do estado de São Paulo. A cidade tem uma população de 1.988 habitantes (IBGE/2024).

## História

### Formação territorial-administrativa
Histórico da formação do município:
- Distrito criado com sede no povoado de mesmo nome, no município de Paranapuã, e território desmembrado deste município pela Lei nº 8.092, de 28/02/1964.
- Município criado pela Lei nº 7.664, de 30/12/1991.

## Geografia
Localiza-se a uma latitude 19º57'59" sul e a uma longitude 50º38'17" oeste, estando a uma altitude de 400 metros. Possui uma área de 148,9 km².

## Demografia

### População
| Crescimento populacional                             | Crescimento populacional | Crescimento populacional | Crescimento populacional |
| Ano                                                  | População Total          |                          | %±                       |
| ---------------------------------------------------- | ------------------------ | ------------------------ | ------------------------ |
| 2000                                                 | 1 930                    |                          | —                        |
| 2010                                                 | 1 886                    |                          | −2,3%                    |
| 2022                                                 | 1 952                    |                          | 3,5%                     |
| Est. 2024                                            | 1 988                    | [ 7 ]                    | 1,8%                     |
| Fontes: Censos Demográficos IBGE e Estimativas SEADE |                          |                          |                          |

### Dados demográficos
Dados do Censo - 2010
População total: 1.886
- Urbana: 1.468
- Rural: 418
- Homens: 957[12]
- Mulheres: 929

Densidade demográfica (hab./km²): 12,67
Dados do Censo - 2000
Mortalidade infantil até 1 ano (por mil): 18,64
Expectativa de vida (anos): 69,80
Taxa de fecundidade (filhos por mulher): 2,16
Taxa de alfabetização: 81,19%
Índice de Desenvolvimento Humano (IDH-M): 0,732
- IDH-M Renda: 0,640
- IDH-M Longevidade: 0,747
- IDH-M Educação: 0,810

(Fonte: IPEADATA)

## Infraestrutura

### Comunicações
O sistema de telefones automáticos, assim como o sistema de discagem direta à distância (DDD) com o código de área (0176), foram implantados pela Telecomunicações de São Paulo (TELESP).
Na década de 90 o código DDD da cidade foi alterado para (017), para padronização do sistema telefônico com a telefonia celular que estava sendo implantada em todo o estado.

## Religião
O Cristianismo se faz presente na cidade da seguinte forma:

### Igreja Católica
- A igreja faz parte da Diocese de Jales.[16]

### Igrejas Evangélicas
Entre as igrejas protestantes históricas, pentecostais e neopentecostais, encontram-se na cidade:
- Assembleia de Deus Ministério do Belém.[19][20]
- Congregação Cristã no Brasil.[21]